# Akira Nishino
Akira Nishino (n. 7 aprilie 1955) este un fost fotbalist japonez.

## Statistici
| Japonia | Japonia | Japonia |
| An      | Meciuri | Goluri  |
| ------- | ------- | ------- |
| 1977    | 4       | 0       |
| 1978    | 8       | 1       |
| Total   | 12      | 1       |